# Palacete de Santa Sancha
O Palacete de Santa Sancha (em chinês:  竹仔室總督官邸), é um edifício residencial de estilo pombalino do Chefe do Executivo de Macau, que está situado na freguesia de São Lourenço, na Região Administrativa Especial de Macau da República Popular da China. Foi classificado como Edifício de Interesse Arquitetónico (em chinês:  具建築藝術價值之樓宇) pelo governo de Macau.

## História
O edifício foi construído pelo arquiteto José Agostinho Tomás de Aquino em 1846, e era propriedade de Manuel Duarte Bernardino, que em 1855 foi adquirida por Alexandrino António de Melo, barão e visconde do Cercal. Em 1893, o comerciante inglês de ópio Herbert Fullarton Dent comprou o edifício por oito mil patacas, e em 1923 o seu filho, William Herbet Shelly Dent, vendeu o edifício a Rodrigo José Rodrigues, que exerceu a função de governador de Macau entre 1922 e 1924. Em 1926, o governador do território, Artur Tamagnini de Sousa Barbosa, transformou o edifício na residência oficial dos governadores de Macau, substituindo o Palácio do Governador, tendo permanecido oficialmente até ao período do último governador de Macau, Vasco Rocha Vieira em 1999, durante a transferência de soberania de Macau para a República Popular da China.